# Ocinara tamsi
Ocinara tamsi är en fjärilsart som beskrevs av Lemée 1950. Ocinara tamsi ingår i släktet Ocinara och familjen silkesspinnare. Inga underarter finns listade i Catalogue of Life.